# 宮腰喜助
宮腰 喜助（みやこし きすけ、1905年（明治38年）12月20日 - 1966年（昭和41年）11月30日）は、昭和期の計理士、税務代理士（税理士）、政治家。衆議院議員。

## 経歴
秋田県山本郡能代港町下川反町（現能代市下川反町）で生まれる。1932年（昭和7年）日本大学経済学部を卒業。計理士、税務代理士の業務に従事した。
東京産業社長、協商社社長、中央観光開発社長などを務めた。
1945年（昭和20年）日本協同党・山本実彦創立委員長秘書、同党中央常任委員に就任。1949年（昭和24年）1月の第24回衆議院議員総選挙で秋田県第1区から民主党公認で出馬して当選し、その後改進党に所属して衆議院議員に1期在任した。この間、民主党副幹事長、国民民主党中小企業部長、改進党政策委員会金融及び税制部長、貿易振興議員連盟理事長、日中貿易議員連盟常任理事、日中貿易促進会議幹事長などを務めた。

## 国政選挙歴
- 第22回衆議院議員総選挙（秋田県全県区、1946年4月）落選[4]
- 第23回衆議院議員総選挙（秋田県第1区、1947年4月）落選[5]
- 第24回衆議院議員総選挙（秋田県第1区、1949年1月）当選
- 第25回衆議院議員総選挙（秋田県第1区、1952年10月）落選[6]
- 第26回衆議院議員総選挙（東京都第2区、1953年4月）落選[7]
- 第27回衆議院議員総選挙（秋田県第1区、1955年2月）落選[6]
- 第5回参議院議員通常選挙（全国区、1959年6月）落選[8]